# حثل القرنية لميسمان
حثل القرنية لميسمان هو مرضٌ وراثي جسدي سائد نادر يتميز بأنه نوع من حثل القرنية ومرض الكيراتين. يتميز حثل قرنية ميسمان بتشكل كييسات في الطبقة الخارجية من القرنية، المعروفة باسم ظهارة القرنية الأمامية. تصبح ظهارة القرنية الأمامية هشة أيضًا. يؤثر هذا عادة على كلتا العينين ويزداد سوءًا بمرور الوقت. هناك نوعان من الأنماط الظاهرية، حثل قرنية ميسمان 1 وحثل قرنية ميسمان 2، وفيها تتأثر الجينات كيراتين 3 وكيراتين 12 على التوالي. تؤدي الطفرة غير المتجانسة في أي من هذه الجينات إلى نمط ظاهري واحد. الكثير من المصابين بحثل قرنية ميسمان عديمو الأعراض أو يعانون من أعراض خفيفة.
سميت الحالة نسبة إلى طبيب العيون الألماني ألويس ميسمان (1888-1969). وكثيرًا ما تدعى «متلازمة ميسمان-ويلك»، بعد المساهمة المشتركة لميسمان وويلك في 1939. أسهم ستوكر وهولت في وقت لاحق في البحث في 1954 حتى 1955 وعثرا على نوع مختلف من حثل قرنية ميسمان سُمي «حثل ستوكر-هولت».

## الأعراض والعلامات
- الكييسات داخل الظهارية في القرنية الأمامية
- تآكل القرنية
- رهاب الضوء
- الدُماع
- فقدان حدة البصر المتقطع (من النادر أن يضعف البصر بشكل خطير)
- حثل القرنية غير التقدمي
- عتامة القرنية النقطية الدقيقة
- الإحساس العرضي بجسم غريب
- زيادة إنتاج الدموع
- وخز العين
- تشنج الجفن

يُعتبر حثل قرنية ميسمان حالة غير التهابية تؤثر على منطقة من ظهارة القرنية هي الطبقة الخارجية. يبدأ ظهور الأعراض خلال سن الرضاعة أو الطفولة المبكرة ولكن قد لا تُصبح ملحوظة أو تُشكل مشكلة قبل سنوات.

## علم الوراثة
يرتبط المرض مع الجينات كيراتين 3 وكيراتين 12 الموجودة على الكروموسومين 12 و17 على التوالي وتُكشف من خلال استخدام تفاعل البوليمراز المتسلسل أو بي سي آر. يعمل هذان الجينان على إنتاج الكيراتين ويرمزان لإنتاج الكيراتين K3 (النوع الثاني) وK12 (النوع الأول). هناك طرق مختلفة لكشف الأخطاء أو الطفرات في جينات كيراتين 3 وكيراتين 12 بما في ذلك تحليل الحذف/التكرار وتحليل التسلسل لمنطقة الترميز بأكملها وتحليل المتغيرات المستهدفة. تتضمن هذه الطرق الاختبارات الجينية الجزيئية التي تشمل تسلسل الجيل التالي/التسلسل المتوازي على نطاق واسع وتحليل تسلسل سانجر ثنائي الاتجاه.
تُظهر الطفرة المغلطة غير المتجانسة Leu132Pro في جين كيراتين 12 نمطًا ظاهريًا أكثر حدة بينما تُظهر طفرة Arg135Thr، الأكثر شيوعًا، أعراضًا أكثر اعتدالًا. تحدث طفرة Leu132Pro وتغيير حمض أنيمو N133K في شكل بداية الحلزون للكيراتين ووُجد أنها تسبب تغييرات هيكلية كبيرة في جين كيراتين 12. تؤدي هذه الطفرة أيضًا إلى تجميع الكيراتين وتغير تكوين الكيراتين في ظهارة القرنية. لا تزال الآلية التي تسبب بها هذه الطفرة بكيراتين 12 تكوين الكييسات غير مفهومة بشكل جيد.

## التشخيص
يمكن أن يبقى المرضى الذين يعانون من حثل قرنية ميسمان دون الأعراض أو يعانون من أعراض خفيفة. غالبًا ما تمر أعراض حثل قرنية ميسمان دون أن يلاحظها أحد وعادة ما تُكتشف وتُشخص خلال إجراء فحوصات العين الروتينية. يتميز هذا الاضطراب الذي يتقدم ببطء بكييسات مملوءة بالحطام في ظهارة القرنية التي تُكتشف وتُشخص سريريًا باستخدام الفحص المجهري البيولوجي بمجهر القرنية والإضاءة الخلفية. يُلاحظ وجود تجمع غير طبيعي لحزم خيوط الكيراتين وسط القرنية تحت المجهر الإلكتروني. وُجد أنه لا يؤثر على طبقة سدى القرنية أو طبقة الخلايا البطانية. تظهر علامات هذا المرض في السنوات القليلة الأولى المبكرة من الحياة وتبدأ بظهور تهيج العين. عُثر تحت التكبير على تغيرات في القرنية مكونة من عتامة نقطية في الظهارة. توجد هذه في بعض الأحيان في غشاء بومان. يكون المرضى الذين شُخصت إصابتهم بحثل قرنية ميسمان غير قادرين على تحمل استخدام العدسات اللاصقة التي تسبب تهيج ظهارة القرنية. وجد المجهر الضوئي والمجهر الإلكتروني أن الغشاء القاعدي يكون سميكًا بمادة داخل الهيولى. وُجد تحت التصوير بمجهر القرنية أن سماكة القرنية غير ثابتة بسبب التلف والتندب في الغشاء القاعدي السميك والسدى الأمامي. يمكن أن يسبب تراكم المواد الغريبة ضبابية الرؤية أو اسودادها.